# Új-Zéland-rali
Az Új-Zéland Rali (hivatalos nevén: Rally of New Zealand) egy raliverseny Új-Zélandon. 1977 óta a rali-világbajnokság része.

## Győztesek

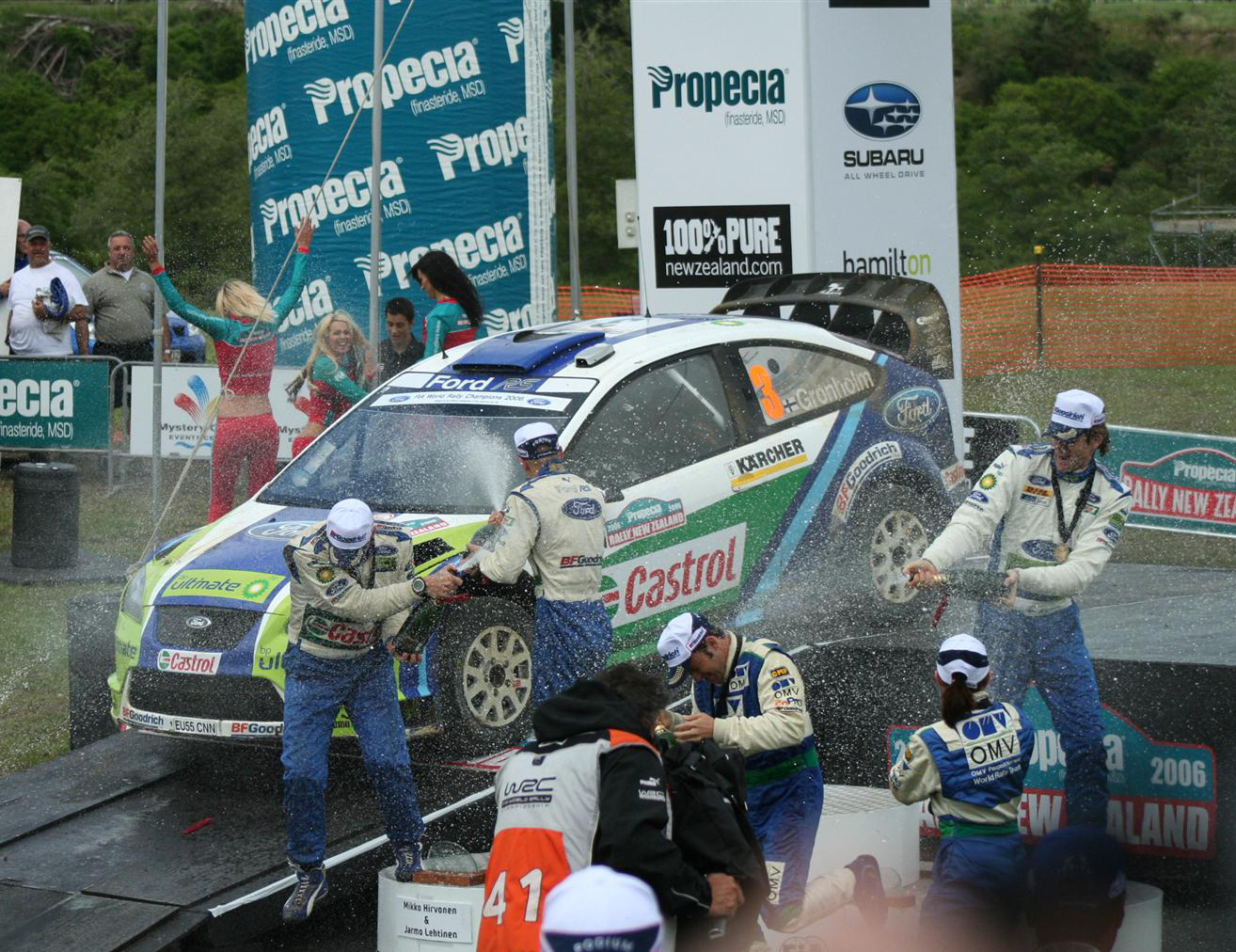
A 2006-os verseny dobogóján: Marcus Grönholm, Mikko Hirvonen és Manfred Stohl.

| Év   | Versenyző                   | Navigátor               | Autó                      |
| ---- | --------------------------- | ----------------------- | ------------------------- |
| 1969 | Grady Thompson              | Rick Rimmer             | Holden Monaro             |
| 1970 | Paul Adams                  | Don Fenwick             | BMW 2002                  |
| 1971 | Bruce Hodgson               | Mike Mitchell           | Ford Cortina-Lotus        |
| 1972 | Andrew Cowan                | Jim Scott               | BLMC Mini 1275 GT         |
| 1973 | Hannu Mikkola               | Jim Porter              | Ford Escort RS 1600       |
| 1974 | - Olajválság miatt elmaradt |                         |                           |
| 1975 | Mike Marshall               | Arthur McWatt           | Ford Escort RS 1800       |
| 1976 | Andrew Cowan                | Jim Scott               | Hillman Avenger           |
| 1977 | Fulvio Bacchelli            | Francesco Rossetti      | Fiat Abarth 131           |
| 1978 | Russell Brookes             | Chris Porter            | Ford Escort RS            |
| 1979 | Hannu Mikkola               | Arne Hertz              | Ford Escort RS            |
| 1980 | Timo Salonen                | Seppo Harjanne          | Datsun 160J               |
| 1981 | Jim Donald                  | Kevin Lancaster         | Ford Escort RS            |
| 1982 | Björn Waldegård             | Hans Thorszelius        | Toyota Celica             |
| 1983 | Walter Röhrl                | Christian Geistdorfer   | Lancia Rally              |
| 1984 | Stig Blomqvist              | Bjorn Cederberg         | Audi Quattro              |
| 1985 | Timo Salonen                | Seppo Harjanne          | Peugeot 205 T16           |
| 1986 | Juha Kankkunen              | Juha Piironen           | Peugeot 205 T16 Evo2      |
| 1987 | Franz Witman                | Jorg Pattermann         | Lancia Delta HF 4W        |
| 1988 | Josef Haider                | Ferdinand Hinterleitner | Opel Kadett GSi 16V       |
| 1989 | Ingvar Carlsson             | Per Carlsson            | Mazda 323 4WD             |
| 1990 | Carlos Sainz                | Luis Moya               | Toyota Celica GT-Four     |
| 1991 | Carlos Sainz                | Luis Moya               | Toyota Celica GT-Four     |
| 1992 | Carlos Sainz                | Luis Moya               | Toyota Celica Turbo 4WD   |
| 1993 | Colin McRae                 | Derek Ringer            | Subaru Legacy RS          |
| 1994 | Colin McRae                 | Derek Ringer            | Subaru Impreza 555        |
| 1995 | Colin McRae                 | Derek Ringer            | Subaru Impreza 555        |
| 1996 | Richard Burns               | Robert Reid             | Mitsubishi Lancer Evo III |
| 1997 | Kenneth Eriksson            | Staffan Parmander       | Subaru Impreza 555        |
| 1998 | Carlos Sainz                | Luis Moya               | Toyota Corolla WRC        |
| 1999 | Tommi Mäkinen               | Risto Mannisenmäki      | Mitsubishi Lancer Evo VI  |
| 2000 | Marcus Grönholm             | Timo Rautiainen         | Peugeot 206 WRC           |
| 2001 | Richard Burns               | Robert Reid             | Subaru Impreza WRC 2001   |
| 2002 | Marcus Grönholm             | Timo Rautiainen         | Peugeot 206 WRC           |
| 2003 | Marcus Grönholm             | Timo Rautiainen         | Peugeot 206 WRC           |
| 2004 | Petter Solberg              | Phil Mills              | Subaru Impreza WRC 04     |
| 2005 | Sébastien Loeb              | Daniel Elena            | Citroën Xsara WRC         |
| 2006 | Marcus Grönholm             | Timo Rautiainen         | Ford Focus RS WRC         |
| 2007 | Marcus Grönholm             | Timo Rautiainen         | Ford Focus RS WRC         |
| 2008 | Sébastien Loeb              | Daniel Elena            | Citroën C4 WRC            |
| 2010 | Jari-Matti Latvala          | Miikka Anttila          | Ford Focus RS WRC         |
| 2012 | Sébastien Loeb              | Daniel Elena            | Citroën DS3 WRC           |
| 2022 | Kalle Rovanperä             | Jonne Halttunen         | Toyota GR Yaris Rally1    |

### Többszörös győztesek
|   | Versenyző       | Év                           |
| - | --------------- | ---------------------------- |
| 5 | Marcus Grönholm | 2000, 2002, 2003, 2006, 2007 |
| 4 | Carlos Sainz    | 1990, 1991, 1992, 1998       |
| 3 | Colin McRae     | 1993, 1994, 1995             |
| 3 | Sébastien Loeb  | 2005, 2008, 2012             |
| 2 | Andrew Cowan    | 1972, 1976                   |
| 2 | Hannu Mikkola   | 1973, 1979                   |
| 2 | Timo Salonen    | 1980, 1985                   |
| 2 | Richard Burns   | 1996, 2001                   |

### Nemzetek szerint
|    | Nemzet             |
| -- | ------------------ |
| 13 | Finnország         |
| 8  | Egyesült Királyság |
| 4  | Új-Zéland          |
| 4  | Svédország         |
| 4  | Spanyolország      |
| 3  | Franciaország      |
| 2  | Ausztria           |
| 1  | Ausztrália         |
| 1  | Olaszország        |
| 1  | Németország        |
| 1  | Norvégia           |